# Charles O'Hara
Charles O'Hara (Lisbona, 1740 – Gibilterra, 25 febbraio 1802) è stato un generale britannico.
Era figlio illegittimo del generale James O'Hara e della sua amante portoghese.

## Biografia
O'Hara fu inviato alla Westminster School. Il 23 dicembre 1752, all'età di dodici anni, fu arruolato come cornetta nel 3º Reggimento Dragoni. Divenne tenente nel 2º Reggimento Coldstream Guards il 14 gennaio 1756. Partecipò alla guerra dei sette anni sotto il comando del marchese di Granby e nel 1762 combatté agli ordini del padre in Portogallo, durante l'invasione spagnola del medesimo. Nel 1766 fu nominato comandante del corpo britannico di spedizione in Senegal con il grado di colonnello. Qui fu preso prigioniero dai francesi ma presto liberato.
Nel 1778 si trovò in America del Nord, agli ordini del generale britannico Henry Clinton, per combattere nella Guerra d'indipendenza americana. Nel 1780 fu nominato brigadiere generale, prestando servizio agli ordini del tenente generale Charles Cornwallis. Prese parte alla battaglia di Yorktown del 1781 e venne fatto prigioniero. Liberato il 9 febbraio 1782, si recò dapprima nei Caraibi, per poi rientrare in Inghilterra, che lasciò nel 1784 per l'Italia, sfuggendo ai creditori che lo perseguivano per debiti di gioco. Il generale Cornwallis saldò i suoi debiti e così egli poté rientrare in Inghilterra.
Nel 1792 fu nominato governatore di Gibilterra. Liberato, nel 1793 comandò le truppe britanniche contro Napoleone Bonaparte nell'assedio di Tolone del 1793, ma la supremazia dei Francesi non diede speranza di vittoria al misero contingente reale e così O'Hara fu catturato. Nel 1795 venne liberato e ottenne per la seconda volta il governatorato di Gibilterra.

## Charles O'Hara nel cinema
Charles O'Hara compare nel film del 2000 Il patriota di Roland Emmerich, interpretato da Peter Woodward.